# Réviseur d'entreprise
Le réviseur d'entreprise est, en Belgique et au Luxembourg, un expert indépendant et impartial chargé de contrôler et de commenter les comptes annuels et la comptabilité d'une entreprise afin de vérifier s'ils sont conformes à la réalité et aux principes comptables. 

## En Belgique
Le code des sociétés exige parfois le recours au révisorat d'entreprise. Le révisorat d'entreprise est une profession libérale dont le titre est protégé par l'Institut des Réviseurs d'Entreprises (IRE).